# Petr Brožovský
Petr Brožovský (* 23. září 1992 Plzeň), také známý jako Švéd nebo Pedro, je český spisovatel, slamer, hudebník a právník. Je mistrem České republiky ve slam poetry z roku 2021. Žije a působí v Plzni.

## Život
Vyrůstal ve Staňkově u Domažlic, kde se aktivně věnoval skautingu. Maturoval na Gymnáziu J. Š. Baara v Domažlicích v roce 2012 krátce pak studoval na Univerzitě Karlově obor Sociální antropologie, studia ale zanechal. V akademickém roce 2014/2015 započal studium na Právnické fakultě Západočeské univerzity, které dokončil v roce 2019 a získal titul magistr. V roce 2023 si otevřel vlastní advokátní kancelář v Plzni.
Má vlastní sestru, která se rovněž věnuje slam poetry, a dva nevlastní sourozence.

## Dílo

### Slam poetry
Žánru se věnuje od roku 2015 pod pseudonymem Švéd. Je považován za součást tzv. Plzeňské slamové školy. Je finalistou mistrovství České republiky z roků 2015, 2016 a 2018, v roce 2021 se pak stal mistrem České republiky ve slam poetry. V témže roce se zúčastnil Evropského šampionátu Slam poetry, kde se umístil na 15. místě. Vyznává pevné (připravené) texty a jeho vystoupení jsou často humoristická. V roce 2022 pak vydal u nakladatelství Hnízdo sbírku čtrnácti slamových textů s názvem 0 Rh- (pod pseudonymem Švéd) představující průřez textů z období mezi roky 2015 a 2022.

### Próza
Začátkem roku 2022 vydal svoji první knihu Tanec papírových draků na pomezí žánrů sci-fi, fantasy a thrilleru v nakladatelství Epocha. Na úspěšný první díl navázal druhým dílem Tanec papírových draků 2: Hon. Obě knihy jsou zasazeny do prostředí Plzně. Dilogii následně nakladatelství Epocha vydalo jako audioknihy, přičemž obě načetl sám autor.

### Hudba
Do roku 2009 hrál v dixielandovém orchestru na trubku. Je členem skupiny AIRBAG (pop-punk, nástrojové obsazení: kytara, zpěv), ve které spolupracoval na tvorbě hudby i textů s Janem „Vackem“ Vacíkem, se kterou nahráli EP Demotikon (2010), album V dvaceti seš nesmrtelnej (2012), EP Zhasni a pak uvidíme (2015) a singl Semilhář (2017). Dále byl členem již zaniklé skupiny Panda Servis (pop-punk, nástrojové obsazení: kytara, zpěv), se kterou vydal nepojmenované EP v roce 2014. Dále byl pod pseudonymem BBC Guy členem již zaniklé skupiny Hi my name’s Chuck (elektronika-rave, nástrojové obsazení: kytara, zpěv), se kterou vydal dva singly v roce 2016.